# Самофалов Микола Миколайович
Мико́ла Микола́йович Самофа́лов (19 грудня 1990, м. Маріуполь, Донецька область, Українська РСР — 31 серпня 2014, Новоазовський район, Донецька область, Україна) — молодший сержант міліції, боєць батальйону «Азов», псевдо «Ядро», учасник російсько-української війни.

## Короткий життєпис
Народився 1990 року в Маріуполі. З 1 по 8 клас навчався у загальноосвітній школі № 65, продовжив навчання у спортивній школі № 4. Займався спортом, зокрема легкою атлетикою, брав участь у змаганнях зі штовхання ядра, кандидат у майстри спорту. Згодом став тренером. Належав до руху ультрас ФК «Маріуполь».
З початком російської збройної агресії проти України приєднався до батальйону патрульної служби міліції особливого призначення «Азов» одним з перших, ще на етапі його формування. 13 червня 2014 брав участь у «зачистці» Маріуполя від проросійських збройних бандформувань.
27 серпня 2014 року автомобіль групи розвідників «Азова», потрапив у засідку терористів поблизу Новоазовська, в районі села Олександрівське (на той час — Рози Люксембург). Військовий із позивним «Ніс»: «У нас була чітка інформація, що російські війська перейшли кордон України в районі Новоазовська і по всій лінії загалом. Хлопці виконували бойове завдання, внаслідок чого потрапили в засідку, і їх взяли в полон». Через деякий час близьким Миколи подзвонили терористи й повідомили, що «Ядра» більше немає.
З «азовців», які тоді потрапили у засідку, станом на липень 2018 року двоє перебувають у заручниках, — Максим Худан («Севастополь», командир групи) і Роман Біленький («Рамзан»). Протягом місяця після зникнення надходила інформація, що вони поранені, у полоні. Максим Худан з полону дзвонив побратимам. Достовірних відомостей про їхню подальшу долю немає. 
Тіло Миколи Самофалова не знайдене, вважається зниклим безвісти.

## Вшанування
- 30 червня 2015 рішенням сесії Маріупольської міської ради № 6/49-5415 Миколі Самофалову присвоєне звання почесного громадянина Маріуполя (посмертно)[3][4].
- У серпні 2015 в ДК «Молодіжний» м. Маріуполя пройшов захід присвячений Миколі Самофалову з показом документального фільму «Ядро»[5].
- 27 серпня 2017 футболісти ФК «Маріуполь» вийшли на матч у футболках з іменем і фото Миколи Самофалова. ФК «Динамо», з яким мав відбутися матч, відмовився грати у прифронтовому Маріуполі[6], тож ФК «Маріуполь» зіграв із командою ветеранів-зірок українського футболу[7][1].
- В Маріуполі проводився турнір зі змішаних єдиноборств імені Миколи «Ядра» Самофалова[8].